# Stephen Furst

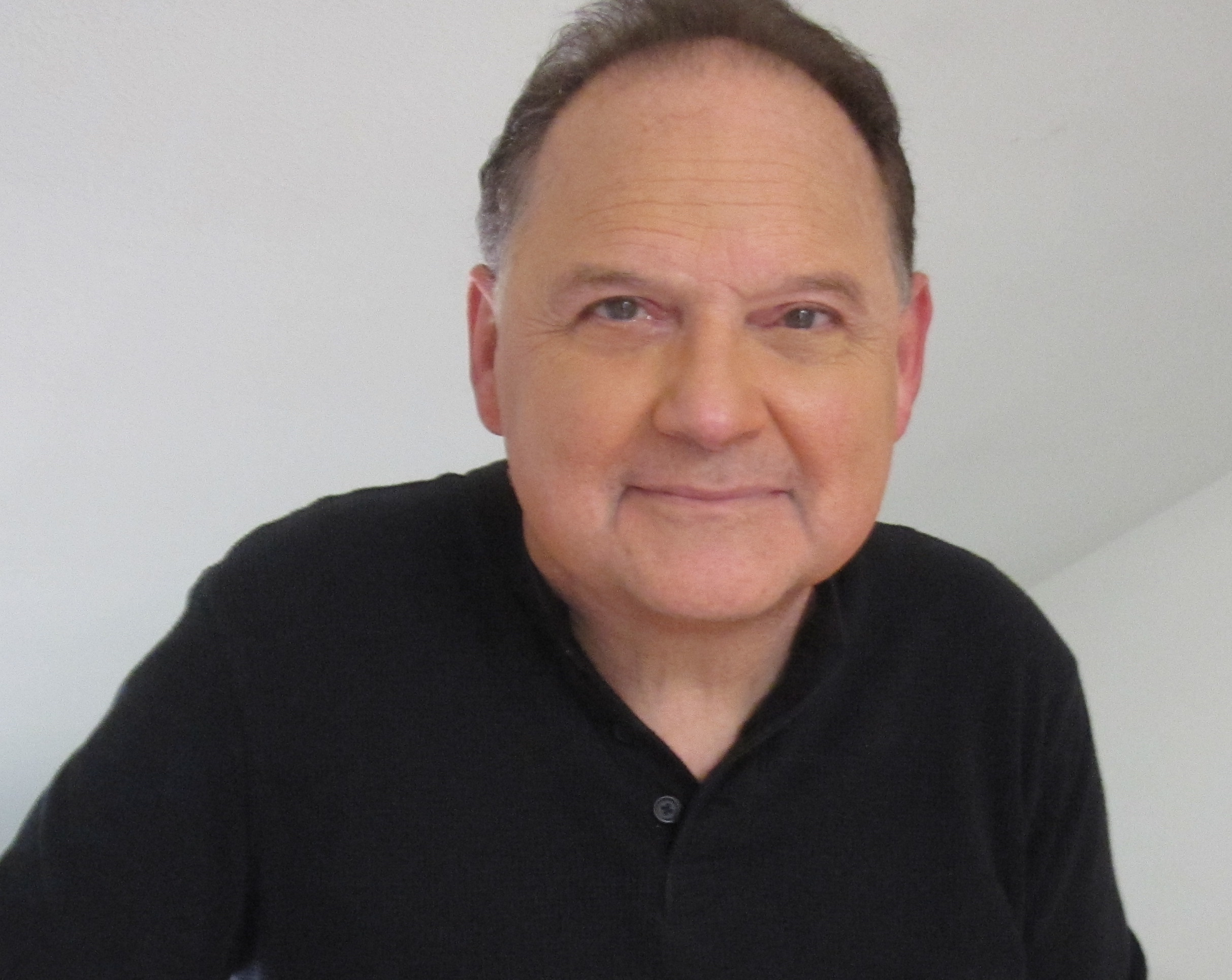
Stephen Furst (2014)

Stephen Furst, eigentlich Stephen Nelson Feuerstein, (* 8. Mai 1954 in Norfolk, Virginia; † 16. Juni 2017 in Moorpark, Kalifornien) war ein US-amerikanischer Schauspieler, Film- und Fernsehregisseur sowie Filmproduzent. Bekannt wurde er vor allem durch seine Rollen als Dr. Elliot Axelrod in der Krankenhausserie Chefarzt Dr. Westphall und als Vir Cotto in der Science-Fiction-Serie Babylon 5.

## Leben
Stephen Furst begann seine Schauspielkarriere im Jahr 1975 und erlangte bereits drei Jahre später erste größere Bekanntheit durch eine Rolle in dem Film Ich glaub’, mich tritt ein Pferd, der in den Vereinigten Staaten schnell zum Kultfilm wurde. Seine Rolle in diesem Film erlangte Furst auf ungewöhnliche Weise: Für seinen Lebensunterhalt arbeitete er in Hollywood als Pizzabote und legte seinen Lieferungen stets ein Foto von sich bei. So wurde Matty Simmons, Produzent des Films auf Furst aufmerksam. In den folgenden Jahren wirkte er in zahlreichen weiteren Filmen und Fernsehserien mit. 1983 übernahm er in der Krankenhausserie Chefarzt Dr. Westphall erstmals eine Hauptrolle und verkörperte den Arzt Dr. Elliot Axelrod bis 1988 in 97 Folgen. Daneben ist seine bekannteste Rolle die des Centauri Vir Cotto in der von 1994 bis 1998 gedrehten Science-Fiction-Serie Babylon 5. Zwischen 1995 und 2001 arbeitete Furst auch als Synchronsprecher für verschiedene Zeichentrickserien, darunter zwischen 2000 und 2001 in 61 Folgen von Captain Buzz Lightyear – Star Command.
Seit 1994 war er auch als Regisseur tätig und drehte neben einigen Folgen von Babylon 5 und dessen Ableger Crusade auch mehrere Independent- und Low-Budget-Filme.
Furst litt an Diabetes, woran bereits sein Vater und eine seiner Schwestern gestorben waren. Aufgrund dieser Krankheit musste ihm 1996 beinahe der linke Fuß amputiert werden. Er war Sprecher der American Diabetes Foundation und produzierte ein Video namens Diabetes for Guys. Seine Erkrankung verarbeitete er in dem Buch Confessions of a Couch Potato.
Furst war verheiratet mit Lorraine Furst und hatte mit ihr zwei Söhne, die ebenfalls im Filmgeschäft tätig sind. Sein älterer Sohn Nathan ist Filmkomponist, sein jüngerer Sohn Griff arbeitet als Schauspieler, Regisseur, Filmproduzent und Musiker. Für den von Griff Furst mit produzierten Film Beim Leben meiner Schwester fungierte Stephen Furst als einer der ausführenden Produzenten.
Stephen Furst starb am 16. Juni 2017 mit 63 Jahren an den Folgen seiner Diabetes-Erkrankung.

## Filmografie
Schauspieler
- 1975: Abenteuer der Landstraße (Movin’ On, Fernsehserie, eine Folge)
- 1977: American Raspberry
- 1978: The Bastard (Fernsehfilm)
- 1978: Ich glaub’, mich tritt ein Pferd (National Lampoon’s Animal House)
- 1978: Eine amerikanische Familie (Family, Fernsehserie, eine Folge)
- 1978: CBS Afternoon Playhouse (Fernsehserie, fünf Folgen)
- 1979: Take Down
- 1979: Delta House (Fernsehserie, 13 Folgen)
- 1979: Kühles Naß auf heißer Haut (Swim Team)
- 1979: Scavenger Hunt
- 1980: Wahnsinnsjagd um Mitternacht (Midnight Madness)
- 1980: Unseen – Das unsichtbare Böse (The Unseen)
- 1980: Getting Wasted
- 1981: Revenge of the Grey Gang (Fernsehfilm)
- 1981: Two Reelers (Fernsehfilm)
- 1982: Das stumme Ungeheuer (Silent Rage)
- 1982: Ich glaub’ mein Straps funkt SOS (National Lampoons Class Reunion)
- 1983: Newhart (Fernsehserie, eine Folge)
- 1983: CHiPs (Fernsehserie, eine Folge)
- 1983: For Members Only (Fernsehfilm)
- 1983–1988: Chefarzt Dr. Westphall (St. Elsewhere, Fernsehserie, 97 Folgen)
- 1983: The Day After – Der Tag danach (The Day After, Fernsehfilm)
- 1984: Twisted Sister: I Wanna Rock (Kurzfilm)
- 1984: Die Jeffersons (The Jeffersons , Fernsehserie, eine Folge)
- 1984: Lotterie (Lottery!, Fernsehserie, eine Folge)
- 1984: Das turbogeile Gummiboot (Up the Creek)
- 1984: Pigs vs. Freaks (Fernsehfilm)
- 1985: Große Märchen mit großen Stars (Faerie Tale Theatre, Fernsehserie, eine Folge)
- 1987: Throb (Fernsehserie, eine Folge)
- 1987: Alf Loves a Mystery (Fernsehfilm)
- 1987: Besuchen Sie Europa! (If It’s Tuesday, It Still Must Be Belgium, Fernsehfilm)
- 1989: Das Traum-Team (The Dream Team)
- 1989: MacGyver (Fernsehserie, eine Folge)
- 1989: Have Faith (Fernsehserie, sieben Folgen)
- 1990: Doctor Doctor (Fernsehserie, eine Folge)
- 1990: Sydney (Fernsehserie, eine Folge)
- 1990: Harrys wundersames Strafgericht (Night Court, Fernsehserie, eine Folge)
- 1990: Bobby’s World (Fernsehserie, eine Folge, Stimme)
- 1990: Mord ist ihr Hobby (Murder, She Wrote, Fernsehserie, eine Folge)
- 1991: Chicago Soul (Fernsehserie, eine Folge)
- 1991: Dream On (Fernsehserie, eine Folge)
- 1991: Howie and Rose (Fernsehfilm)
- 1992: Hallo Schwester! (Nurses, Fernsehserie, eine Folge)
- 1992: Dave Rules (Fernsehserie, eine Folge)
- 1992: Payback (Fernsehfilm)
- 1993: Good Advice (Fernsehserie, eine Folge)
- 1993: Jack’s Place (Fernsehserie, eine Folge)
- 1993: Tiger Kid
- 1994: Magic Kid II
- 1994: Melrose Place (Fernsehserie, eine Folge)
- 1994: Rebel Highway (Fernsehserie, eine Folge)
- 1994: Glory Days (Shake, Rattle and Rock!)
- 1994–1998: Babylon 5 (Fernsehserie, 39 Folgen)
- 1995: Howie Mandel’s Sunny Skies (Fernsehserie, zwei Folgen)
- 1995: Misery Loves Company (Fernsehserie, acht Folgen)
- 1995: Chicago Hope – Endstation Hoffnung (Chicago Hope, Fernsehserie, eine Folge)
- 1995: Goldilocks and the Three Bears
- 1995: Cops n Roberts
- 1995–1996: Freakazoid! (Fernsehserie, vier Folgen, Stimme von Fan Boy)
- 1996: Diagnose – Mord (Diagnosis Murder, Fernsehserie, eine Folge)
- 1996: Back to Back – Im Fadenkreuz der Yakuza (Back to Back, Fernsehfilm)
- 1996: Road Rovers (Fernsehserie, eine Folge, Stimme)
- 1996: Abenteuer mit Timon und Pumbaa (Timon & Pumbaa, Fernsehserie, eine Folge, Stimme von Male Warthog)
- 1997–1998: Die Dschungelbuch-Kids (Jungle Cubs, Fernsehserie, acht Folgen, Stimme von Hathi)
- 1998: Little Bigfoot 2: The Journey Home
- 1998: Babylon 5: Das Tor zur 3. Dimension (Babylon 5: Thirdspace, Fernsehfilm)
- 1999: Deadly Delusions
- 2000: Arielle, die Meerjungfrau 2 – Sehnsucht nach dem Meer (The Little Mermaid II: Return to the Sea, Stimme von Dash)
- 2000: Buzz Lightyear of Star Command: The Adventure Begins (Stimme von Booster)
- 2000: Buzz Lightyear of Star Command (Computerspiel, Stimme von Booster)
- 2000–2001: Captain Buzz Lightyear – Star Command (Buzz Lightyear of Star Command, Fernsehserie, 61 Folgen, Stimme von Booster)
- 2001: Title to Murder
- 2001: Going Greek
- 2001: Echos of Enlightenment
- 2002: Das sexte Semester (Sorority Boys)
- 2002: Scrubs – Die Anfänger (Scrubs, Fernsehserie, eine Folge)
- 2002: She Spies – Drei Ladies Undercover (She Spies, Fernsehserie, eine Folge)
- 2003: Where Are They Now?: A Delta Alumni Update (Kurzfilm)
- 2003: Searching for Haizmann
- 2003: Living in Walter’s World (Kurzfilm)
- 2003: Autopsy Room Four (Kurzfilm)
- 2003: Christmas Vacation 2: Cousin Eddie’s Island Adventure (Fernsehfilm)
- 2004: Roomies
- 2005: Spur der Verwüstung (Path of Destruction)
- 2006: Everything’s Jake
- 2006: Seven Days of Grace
- 2006: Against Type (Fernsehfilm)
- 2006: Basilisk – Der Schlangenkönig (Basilisk: The Serpent King, Fernsehfilm)

Regie
- 1994: Magic Kid II
- 1997–1998: Babylon 5 (Fernsehserie, drei Folgen)
- 1999: Baby Huey’s Great Easter Adventure
- 1999: Crusade (Fernsehserie, zwei Folgen)
- 2000: Stageghost
- 2001: D4G (Direct-to-Video)
- 2001: Title to Murder
- 2004: Dragon Storm – Die Drachenjäger (Dragon Storm)
- 2005: Spur der Verwüstung (Path of Destruction)
- 2006: Game Day
- 2006: Basilisk – Der Schlangenkönig (Basilisk: The Serpent King, Fernsehfilm)

Produzent
- 2001: D4G
- 2008: Warbirds (Fernsehfilm, Koproduzent)
- 2008: The Tenth Circle (Fernsehfilm, Koproduzent)
- 2009: Beim Leben meiner Schwester (My Sister’s Keeper, Ausführender Produzent)
- 2016: Cold Moon
- 2016: Atomic Shark
- 2016: Christmas in Homestead

Drehbuch
- 1993: Tiger Kid (zusätzliche Dialoge)
- 1994: Magic Kid II
- 2001: D4G